# 인스브루크 노면전차

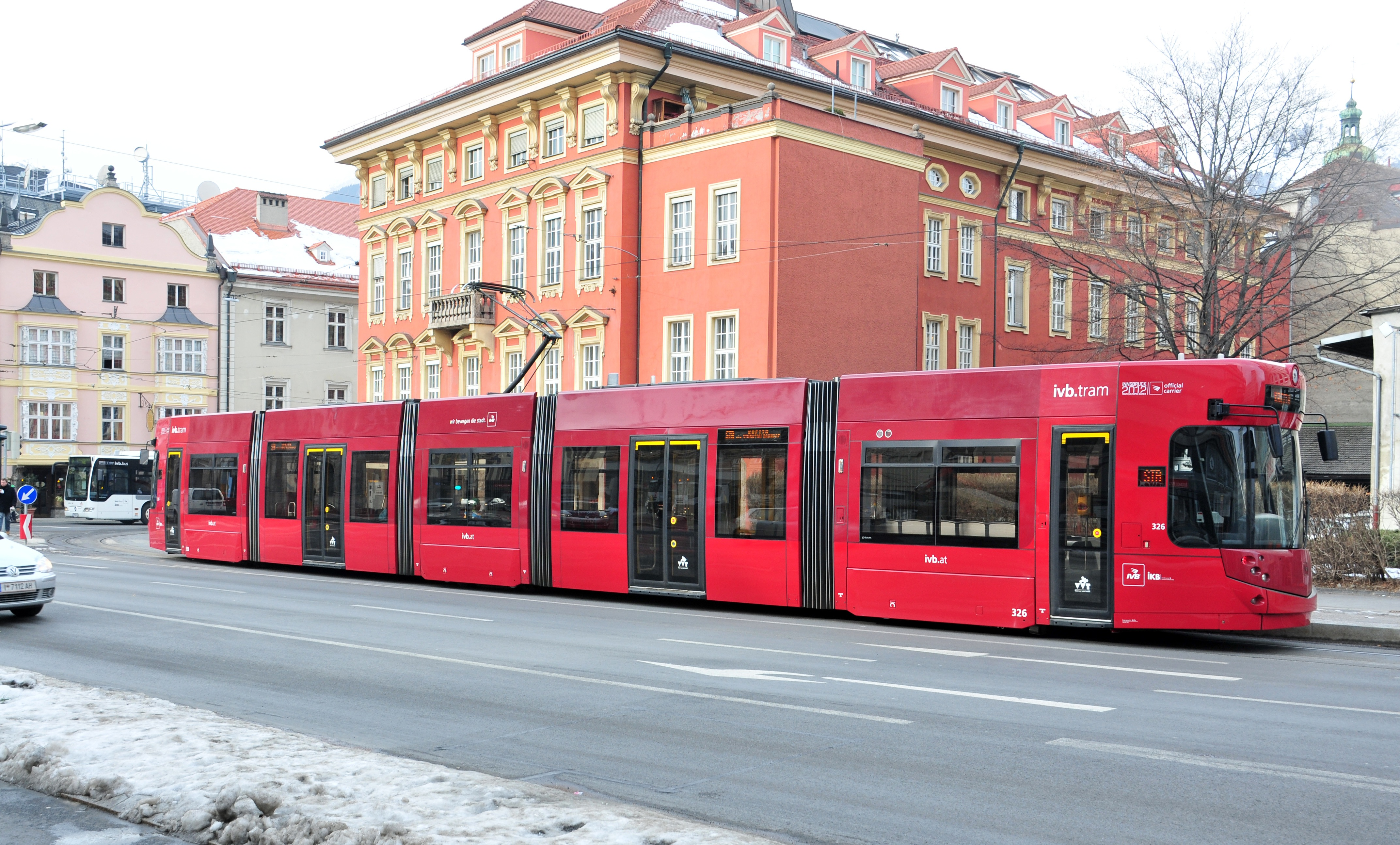
인스브루크 노면전차

인스브루크 노면전차(독일어: Straßenbahn Innsbruck)는 오스트리아 인스브루크에서 운영되는 노면전차 시스템이다. 현재 6개 노선(1, 2, 3, 5, 6, STB)으로 구성되어 있으며 총 길이는 44 킬로미터 (27 mi)다.